# 南葛西
南葛西（みなみかさい）は、東京都江戸川区の町名で、区最南端に位置する。現行行政地名は南葛西一丁目から七丁目。住居表示実施済区域

## 地理
江戸川区葛西地域の南部に位置する。面積は1.5109平方kmで、区内で11番目に大きな町である。北で東葛西および中葛西、東で旧江戸川を挟んで対岸に千葉県浦安市富士見 (浦安市)・舞浜、南および西は臨海町三・五丁目。町域の東を千葉県との県境となる旧江戸川が洗い、町域の北辺を左近川が区切っている。

### 住宅街
南葛西は区内で5番目に人口が多い町であり、1万3895世帯、3万2885人（2011年1月）が在住している。町域内は住宅市街地が大半を占め、比較的整備された町並みが広がっている。町内のほぼ中心部を環七通りが南北に縦断する。また町内を東西に超高圧送電線（江東線）が走り直下は建物が建造できないため、総合レクリエーション公園として整備されている。その北側は一戸建て住宅や集合住宅が多く、南側は「なぎさニュータウン」や「堀江住宅」など、比較的大規模な集合住宅群が林立している。人口密度は町としては葛西地区で最も高く、区内第三位である。町域西側の臨海町との境界を都道450線が蛇行しながら旧江戸川まで南下している。これはかつて存在した海岸堤防に沿っているためで「葛西堤防線」と呼ばれている。東京湾から1kmと隔てられておらず、堤防が無ければ満潮時には水没してしまう危険のある海抜ゼロメートル地帯に位置する。旧江戸川沿いの地域は地震災害時には地盤液状化の恐れがあり、防災行政上の大きな課題となっている。

### 産業
南葛西には461の事業所があり、5049人が働いている。近隣の西葛西や東葛西と比べると小規模だが、事業所数は48町中22位、従業者数は16位で、区内では平均的なビジネス街である。事業所当たりの従業員数（約11人）は区内の平均（約9人）を上回っており、中規模な事業所が多いようである。業種は卸売業・小売業（23％）、運輸業（19％）、建設業（13％）、医療福祉（9％）、クリーニング業や美容所、パチンコなどの生活関連サービス業と宿泊業・飲食サービス業（8％）が多いようである。また区の平均と比較すると運輸業（2.61倍）と教育・学習支援業（1.76倍）の比率が高く、製造業（0.36倍）と不動産業（0.39倍）が低いようである。

### 地価
住宅地の地価は、2025年（令和7年）1月1日の公示地価によれば、南葛西1-9-1の地点で52万3000円/m2、南葛西3-10-4の地点で43万5000円/m2、南葛西6-31-10の地点で43万7000円/m2となっている。

## 歴史
太日川（江戸川の古名）の広大な三角州だったこの地は、江戸期までに現在の旧江戸川を挟んで隣接する現・浦安地域を中心とした堀江新田の一部として開発された。入植した村民による私設の海岸堤防が築かれて「葛西海岸」と呼ばれるようになり、堤防の内側は田畑がつくられた。その外側には三枚洲や蜆島（しじみじま）などの干潟や湿地帯が広がり、貝類や海苔、葦などの採集が行われ、人口の流入を促していた。
1871年(明治4年)の廃藩置県で、印旛県葛飾郡堀江村の飛地となったが、後に、大字堀江のうち江戸川右岸が東京都に編入され、南葛飾郡葛西村の大字となる。
1957年（昭和32年）、公設の「葛西海岸堤防」が整備される。しかし、江戸川の氾濫や高潮によって堤防の内側はたびたび浸水した。さらに一帯は高度経済成長期に地下水汲み上げによる地盤沈下がおきて土地の水没が深刻化したうえ、農地では塩害も発生して耕作不能となった。翌1958年(昭和33年)には「黒い水事件」が発生して沿岸漁業も衰退。人家がなくなった放棄地には産業廃棄物の処理業者が集まり、ゴミの不法投棄なども行われ周辺の公害が深刻化した。この放棄地に、東京電力は都心部の電力需要急増に対応すべく、過密化した北側の都市部を避けて、1967年（昭和42年）に27万5000Vの超高圧送電線を架線した。
1970年（昭和45年）、江戸川区は海岸水門で道路を封鎖して産廃業者を締め出し、1972年（昭和47年）には、東京都が葛西沖開発事業を開始、この埋め立て事業で隣接する臨海町や清新町が誕生した。かつての海岸堤防があった堤防線は都道450号線として遺され、護岸の一部は現在も保存されている（かつて葛西海岸の岬だった「将監の鼻」付近）。1975年（昭和50年）7月、日本化学工業小松川工場が約8万トンの六価クロムを堀江町に不法投棄していた事が発覚し、住民主導で除染にむけた地域活動が行われた。1979年（昭和54年）11月、住居表示が実施され、従来の堀江町は南葛西一〜七丁目となり、旧江戸川河川敷が旧町名のまま住居表示未実施の無人町となって残されている。江戸川区役所が毎年編集・刊行している『統計江戸川』によれば、堀江町の面積は6.32ヘクタールとなっている。

## 世帯数と人口
2025年（令和7年）1月1日現在（江戸川区発表）の世帯数と人口は以下の通りである。
| 丁目         | 世帯数     | 人口     |
| ------------ | ---------- | -------- |
| 南葛西一丁目 | 1,474世帯  | 3,045人  |
| 南葛西二丁目 | 3,031世帯  | 5,454人  |
| 南葛西三丁目 | 3,132世帯  | 6,151人  |
| 南葛西四丁目 | 1,984世帯  | 4,068人  |
| 南葛西五丁目 | 2,741世帯  | 6,072人  |
| 南葛西六丁目 | 2,749世帯  | 6,036人  |
| 南葛西七丁目 | 1,622世帯  | 3,412人  |
| 計           | 16,733世帯 | 34,238人 |

### 人口の変遷
国勢調査による人口の推移。
| 年                 | 人口   |
| ------------------ | ------ |
| 1995年（平成7年）  | 27,981 |
| 2000年（平成12年） | 31,171 |
| 2005年（平成17年） | 33,609 |
| 2010年（平成22年） | 34,193 |
| 2015年（平成27年） | 34,058 |
| 2020年（令和2年）  | 34,517 |

### 世帯数の変遷
国勢調査による世帯数の推移。
| 年                 | 世帯数 |
| ------------------ | ------ |
| 1995年（平成7年）  | 10,718 |
| 2000年（平成12年） | 12,451 |
| 2005年（平成17年） | 13,773 |
| 2010年（平成22年） | 14,355 |
| 2015年（平成27年） | 14,676 |
| 2020年（令和2年）  | 15,570 |

## 学区
区立小・中学校に通う場合、学区は以下の通りとなる(2023年4月時点)。なお、江戸川区では学校選択制度を導入しており、区内全域から選択することが可能。。
| 丁目         | 番地                     | 小学校                     | 中学校                     |
| ------------ | ------------------------ | -------------------------- | -------------------------- |
| 南葛西一丁目 | 全域                     | 江戸川区立第四葛西小学校   | 江戸川区立葛西第三中学校   |
| 南葛西二丁目 | 3〜7番 16〜21番          | 江戸川区立第四葛西小学校   | 江戸川区立東葛西中学校     |
| 南葛西二丁目 | 1〜2番 8〜15番 22〜29番  | 江戸川区立南葛西第二小学校 | 江戸川区立東葛西中学校     |
| 南葛西三丁目 | 6〜10番 18〜22番         | 江戸川区立臨海小学校       | 江戸川区立南葛西第二中学校 |
| 南葛西三丁目 | 1〜5番 11〜17番 23〜24番 | 江戸川区立南葛西小学校     | 江戸川区立南葛西第二中学校 |
| 南葛西四丁目 | 1〜9番                   | 江戸川区立南葛西小学校     | 江戸川区立南葛西第二中学校 |
| 南葛西四丁目 | 15〜23番                 | 江戸川区立南葛西小学校     | 江戸川区立南葛西中学校     |
| 南葛西四丁目 | 10〜12番                 | 江戸川区立南葛西第二小学校 | 江戸川区立南葛西第二中学校 |
| 南葛西四丁目 | 13〜14番                 | 江戸川区立南葛西第二小学校 | 江戸川区立南葛西中学校     |
| 南葛西五丁目 | 1〜9番 17〜18番          | 江戸川区立南葛西第三小     | 江戸川区立南葛西第二中学校 |
| 南葛西五丁目 | 10〜16番                 | 江戸川区立南葛西小学校     | 江戸川区立南葛西中学校     |
| 南葛西六丁目 | 1〜23番                  | 江戸川区立南葛西小学校     | 江戸川区立南葛西中学校     |
| 南葛西六丁目 | 24〜34番                 | 江戸川区立南葛西第二小学校 | 江戸川区立南葛西中学校     |
| 南葛西七丁目 | 全域                     | 江戸川区立南葛西第二小学校 | 江戸川区立南葛西中学校     |

## 事業所
2021年（令和3年）現在の経済センサス調査による事業所数と従業員数は以下の通りである。
| 丁目         | 事業所数  | 従業員数 |
| ------------ | --------- | -------- |
| 南葛西一丁目 | 46事業所  | 440人    |
| 南葛西二丁目 | 102事業所 | 833人    |
| 南葛西三丁目 | 76事業所  | 989人    |
| 南葛西四丁目 | 92事業所  | 932人    |
| 南葛西五丁目 | 69事業所  | 936人    |
| 南葛西六丁目 | 94事業所  | 782人    |
| 南葛西七丁目 | 38事業所  | 445人    |
| 計           | 517事業所 | 5,357人  |

### 事業者数の変遷
経済センサスによる事業所数の推移。
| 年                 | 事業者数 |
| ------------------ | -------- |
| 2016年（平成28年） | 479      |
| 2021年（令和3年）  | 517      |

### 従業員数の変遷
経済センサスによる従業員数の推移。
| 年                 | 従業員数 |
| ------------------ | -------- |
| 2016年（平成28年） | 4,897    |
| 2021年（令和3年）  | 5,357    |

## 交通

### 鉄道
南葛西の町域内に鉄道駅は存在しない。隣接する中葛西・臨海町にそれぞれ1駅が所在するが、葛西臨海公園駅に近い五丁目の一部と葛西駅に近い町域最北部の環七通り沿いを除けば全域が最寄駅から1km以上離れた鉄道空白地帯に当たる。以下に最寄駅を挙げる。
- 東日本旅客鉄道（JR東日本）
  - 京葉線：葛西臨海公園駅（臨海町）
- 東京メトロ
  - 東西線：葛西駅（中葛西）

### バス
- 東京都交通局（都営バス）
  - 西葛20甲（江戸川）：なぎさニュータウン⇔西葛西駅前（堀江団地・新田住宅経由）
  - 葛西21（江戸川）：葛西臨海公園駅前⇔コーシャハイム南葛西⇔葛西駅前（なぎさニュータウン・東葛西九丁目経由）
  - 葛西22出入（臨海）：コーシャハイム南葛西⇔葛西駅前（富士公園経由）
  - 葛西24（江戸川）：なぎさニュータウン⇔葛西駅前⇔船堀駅前（堀江団地・宇喜田小学校経由）
  - 西葛26（臨海）：葛西臨海公園駅前⇔西葛西駅前⇔船堀駅前（なぎさニュータウン・東京臨海病院経由）
  - 亀29（江戸川）：なぎさニュータウン⇔西葛西駅前⇔亀戸駅前（新田・境川経由）
- 京成バス
  - 環07・環08（環七シャトル）：東京ディズニーリゾート⇔葛西臨海公園駅⇔葛西駅⇔小岩駅・亀有駅（総合レクリエーション公園・一之江駅経由）

### 道路・橋梁
道路
- 東京都道318号環状七号線（環七通り）
- 東京都道450号新荒川葛西堤防線
- 都市計画道路補助第289号線
- 都市計画道路補助第292号線（左近通り）[26]。
- さくら通り

橋梁
- 舞浜大橋
- 堀江橋

## 施設
官公署
- 葛西消防署南葛西出張所

教育
- 江戸川区立南葛西小学校
- 江戸川区立南葛西第二小学校
- 江戸川区立南葛西第三小学校
- 江戸川区立南葛西中学校
- 江戸川区立南葛西第二中学校
- 東京都立葛西南高等学校

公園・スポーツ・レクリエーション
- 総合レクリエーション公園
  - 富士公園
  - なぎさ公園
  - 江戸川区角野栄子児童文学館
- 南葛西五公園

## 史跡
- 将監の鼻 葛西海岸の中央部の岬だった場所。葛西海岸堤防の遺構の1つ。名前の由来は左近川を参照。
- 海岸水門 左近川の河口に建っていた水門。ここから先は海だった。

## その他

### 日本郵便
- 郵便番号 : 134-0085[3]（集配局 : 葛西郵便局[27]）。